# Gaston Rahier
Gaston Rahier   (Chaineux, Herve, 1 de febrer de 1947 - Creil, 8 de febrer de 2005) va ser un pilot de motociclisme belga, tres vegades Campió del Món de motocròs amb Suzuki i dues vegades guanyador del Ral·li Dakar amb motocicleta BMW.
Home de poca estatura (feia 1,64 m) i gran bonhomia, era conegut afectuosament com a Gastounet.

## Resum biogràfic
Rahier va començar competint en motocròs a Bèlgica amb la marca txecoslovaca ČZ i després amb OSSA, destacant en les competicions de mitjana i petita cilindrada. A mitjan dècada de 1970, ja com a pilot oficial de Suzuki, dominà durant anys la categoria dels 125cc, aconseguint-ne els tres primers campionats mundials disputats: els de 1975 a 1977 (fins aleshores, d'aquesta cilindrada només se n'havia disputat un Campionat d'Europa les temporades de 1973 i 1974).
El 1977 rebé el Trofeu belga al mèrit esportiu. El 1981, quan ja portava anys d'èxits internacionals i havia pilotat per a Yamaha i Gilera, patí un seriós accident que va estar a punt de costar-li la pèrdua d'una mà i que acabà definitivament amb la seva carrera en el motocròs.

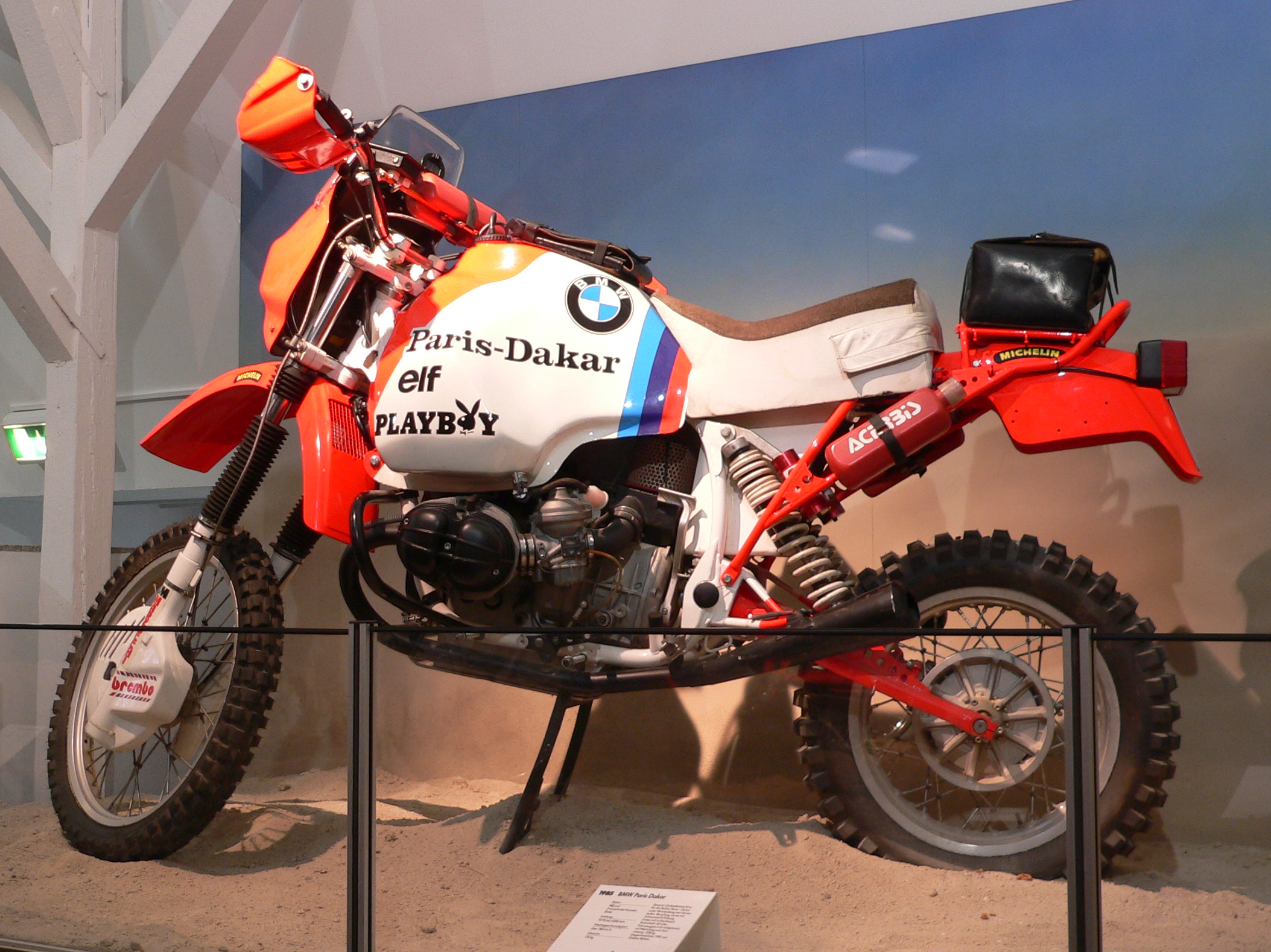
La BMW que pilotà al Dakar el 1985

El 1983, recuperat de la lesió, va reaparèixer inesperadament en el Ral·li Dakar amb una motocicleta BMW R80 GS, formant equip amb un dels millors especialistes en la prova, Hubert Auriol. Tot i ser la seva primera participació al Dakar, Rahier liderà la prova des d'Algèria fins que hagué d'abandonar per caiguda. Sense desmoralitzar-se, reaparegué el 1984 i guanyà la prova de forma incontestable. El 1985, essent ja el principal pilot de BMW (Auriol havia canviat a Cagiva), Gaston Rahier tornà a guanyar el Dakar. Aquell any va ser triat esportista belga de l'any.
El 1988, BMW abandonà els raids i Rahier muntà un equip juntament amb Suzuki per a córrer amb la DR800. Amb aquella moto guanyà el Ral·li dels Faraons d'aquell any. Durant anys, obtingué tan bons resultats al Dakar que arribà a esdevenir una llegenda entre els seguidors d'aquesta cursa, fins al punt que se'l coneixia com a «el petit home de reputació gegant». La seva llarga carrera esportiva, iniciada quan tenia setze anys, va durar fins al 2000.
Gaston Rahier s'instal·là a França, concretament a l'Oise, on es dedicava als seus negocis i feia de mànager de joves campions de motocròs. Atesa la seva experiència en raids africans, ell mateix n'organitzà més tard alguns com ara el Rallye Gaston Rahier Classic o el Rallye Raid de Mongolie el 2001.
El 8 de febrer del 2005, poc després d'haver fet 58 anys, Gaston Rahier es va morir al centre hospitalari de Creil, víctima d'un càncer que patia des de feia dos anys. Va ser enterrat a Chaineux.

## Palmarès

### Palmarès internacional en Motocròs
| Any          | Motocicleta  | Campionat del Món | Campionat del Món | Per equips | Per equips |
| Any          | Motocicleta  | 250cc             | 125cc             | MXDN       | Trophée    |
| ------------ | ------------ | ----------------- | ----------------- | ---------- | ---------- |
| 1969         | OSSA         | 37è               | -                 |            |            |
| 1970         | ČZ           | 16è               | -                 |            |            |
| 1971         | ČZ           | 11è               | -                 |            |            |
| 1972         | Husqvarna    | 13è               | -                 |            |            |
| 1973         | Suzuki       | 20è               | -                 |            |            |
| 1974         | Suzuki       | 5è                | -                 |            | 1r         |
| 1975         | Suzuki       | -                 | 1r                |            | 1r         |
| 1976         | Suzuki       | -                 | 1r                | 1r         | 1r         |
| 1977         | Suzuki       | -                 | 1r                |            |            |
| 1978         | Suzuki       | -                 | 2n                |            | 1r         |
| 1979         | Yamaha       | -                 | 3r                |            |            |
| 1980         | Gilera       | -                 | 10è               |            |            |
| 1981         | Gilera       | -                 | 7è                |            |            |
| 1982         | Suzuki       | 15è               | -                 |            |            |
| 1983         | Suzuki       | 22è               | -                 |            |            |
| Total títols | Total títols | 0                 | 3                 | 1          | 4          |

1. ↑  La classificació consignada a MXDN i Trophée fa referència a la posició final obtinguda per l'equip estatal

### Palmarès al Ral·li París-Dakar

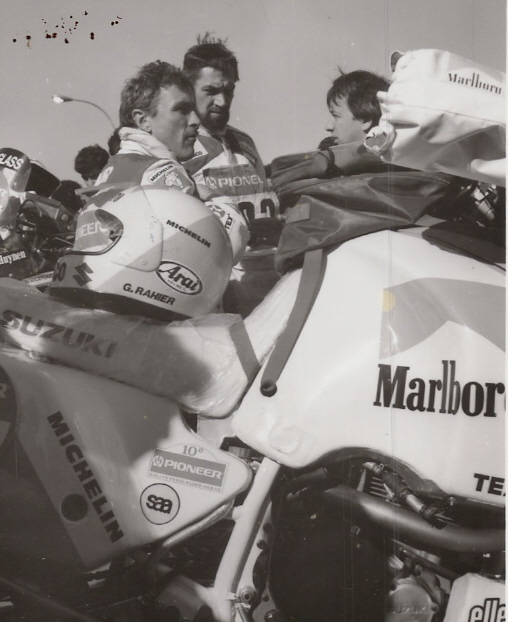
Rahier (esquerra) amb la Suzuki en primer terme al Dakar de 1988

| Any             | Motocicleta     | Posició |
| --------------- | --------------- | ------- |
| 1983            | BMW             | Abandó  |
| 1984            | BMW             | 1r      |
| 1985            | BMW             | 1r      |
| 1986            | BMW             | 14è     |
| 1987            | BMW             | 3r      |
| 1988            | Suzuki          | 9è      |
| 1989            | Suzuki          | 11è     |
| 1990            | Suzuki          | 9è      |
| 1991            | Suzuki          | 13è     |
| Total victòries | Total victòries | 2       |